# Okręg wyborczy Fremantle
Okręg wyborczy Freemantle (ang. Division of Fremantle) – jednomandatowy okręg wyborczy do Izby Reprezentantów Australii, czerpiący swoją nazwę od miasta Fremantle w stanie Australia Zachodnia. Istnieje nieprzerwanie od pierwszych wyborów do parlamentu federalnego zjednoczonej Australii w 1901 roku. 

## Lista posłów
| okres urzędowania | poseł             | przynależność |
| ----------------- | ----------------- | --- |
| 1901-1903         | Elias Solomon     | Partia Wolnego Handlu                                                                                                 |
| 1903-1906         | William Carpenter | Australijska Partia Pracy                                                                                             |
| 1906-1913         | William Hedges    | Partia Zachodnioaustralijska (1906-1909) Związkowa Partia Liberalna (1909-1913)                                       |
| 1913-1922         | Reginald Burchell | Australijska Partia Pracy (1913-1916) Narodowa Partia Pracy (1916-1917) Nacjonalistyczna Partia Australii (1917-1922) |
| 1922-1928         | William Watson    | niezrzeszony |
| 1928-1931         | John Curtin       | Australijska Partia Pracy                                                                                             |
| 1931-1934         | William Watson    | Partia Zjednoczonej Australii                                                                                         |
| 1934-1945         | John Curtin       | Australijska Partia Pracy                                                                                             |
| 1945-1977         | Kim Beazley       | Australijska Partia Pracy                                                                                             |
| 1977-1994         | John Dawkins      | Australijska Partia Pracy                                                                                             |
| 1994-2007         | Carmen Lawrence   | Australijska Partia Pracy                                                                                             |
| 2007-2016         | Melissa Parke     | Australijska Partia Pracy                                                                                             |
| od 2016           | Josh Wilson       | Australijska Partia Pracy                                                                                             |

źródło: 